# Emodomelanelia
Emodomelanelia is een monotypisch geslacht van korstmossen behorend tot de familie Parmeliaceae. Het bevat alleen de soort Emodomelanelia masonii.